# Krhanice
Krhanice – gmina w Czechach, w powiecie Benešov, w kraju środkowoczeskim. Według danych Czeskiego Urzędu Statystycznego z dnia 1 stycznia 2017 liczyła 1 001 mieszkańców.
W miejscowości jest przystanek kolejowy Krhanice.